# Anatoly Semikozov
Semikozov Anatoly est un mandoliniste ukrainien né en 1955.
Il est diplômé en 1980 du conservatoire de Donetsk.
Le musicien se produit en soliste et concertiste.
Une place considérable est occupée dans son répertoire par la musique baroque et comprend les concertos pour mandoline d'Antonio Vivaldi, Giovanni Paisiello, les sonates de Vivaldi, Francesco Geminiani, Domenico Scarlatti, Addiego Guerra, Giovanni Battista Gervasio (en), Maxime Berezovsky, etc., ainsi que Johann Nepomuk Hummel, Giovanni Gioviale, Pablo de Sarasate, Astor Piazzolla, les compositeurs ukrainiens de V. Ivko, Levko Kolodub, etc.